# خالد بن عبد الله بن خالد
خالد بن عبد الله بن خالد بن أسيد والي وقائد أموي ورجل دولة، تولى ولاية البصرة بين سنتي 73 هـ - 74 هـ 692-693م في عهد عبد الملك بن مروان. قال البلاذري: «وَأَمَّا خَالِد بْن عَبْد اللَّه بْن خَالِد بْن أسيد فكان جوادًا، ويكنى أبا سَعِيد، وَكَانَ بالشام مَعَ عَبْد الْمَلِك يحبه ويستصحبه.»

## سيرته
وهو ابن القائد الأموي عبد الله بن خالد بن أسيد من بني أمية، وأمه بنت شيبة بْن عُثْمَان العبدري يقال لَهَا أم حجر. عاش في البصرة. كان خالد في البداية مؤيدًا لمصعب بن الزبير والي البصرة في عهد عبد الله بن الزبير.
لكن انشق خالد، وانضم إلى عبد الملك بن مروان في دمشق وقاد الجيش الأموي في معركة الجفرة فتمرد خالد ضد الزبيريين. وشارك خالد في معركة دير الجثاليق التي قتل فيها مصعب عام 72 هـ/ 692م. وبعد المعركة ولاه عبد الملك ولاية البصرة مرة أخرى. وقاد الحملة على الأزارقة، وأخذ القيادة من المهلب بن أبي صفرة. لكن خسر، وعزله عبد الملك، وولى أخوه بشر بن مروان، والذي خسر أيضًا وتوفي في عام 694م. وفي سنة 93 هـ/ 711م، ولاه الوليد بن عبد الملك ولاية مكة.

## فهرس
- Ahmed، Asad Q. (2010). The Religious Elite of the Early Islamic Ḥijāz: Five Prosopographical Case Studies. University of Oxford Linacre College Unit for Prosopographical Research. مؤرشف من الأصل في 2020-07-25.
- Bosworth، C. E. (1977). The Medieval History of Iran, Afghanistan, and Central Asia. Variorum Reprints.
- Fishbein، Michael، المحرر (1990). The History of al-Ṭabarī, Volume 21: The Victory of the Marwānids, A.D. 685–693/A.H. 66–73. SUNY series in Near Eastern studies. ألباني، نيويورك: جامعة ولاية نيويورك للصحافة. ISBN:978-0-7914-0221-4. {{استشهاد بكتاب}}: الوسيط |ref=harv غير صالح (مساعدة)
- Hinds، Martin، المحرر (1990). The History of al-Ṭabarī, Volume 23: The Zenith of the Marwānid House: The Last Years of ʿAbd al-Malik and the Caliphate of al-Walīd, A.D. 700–715/A.H. 81–95. SUNY series in Near Eastern studies. ألباني، نيويورك: جامعة ولاية نيويورك للصحافة. ISBN:978-0-88706-721-1. {{استشهاد بكتاب}}: الوسيط |ref=harv غير صالح (مساعدة)
- Wellhausen، Julius (1927). The Arab Kingdom and its Fall. Calcutta: University of Calcutta. OCLC:752790641. مؤرشف من الأصل في 2022-07-14.
- Al-Yaqubi (2018). Gordon، Michael (المحرر). The Works of Ibn Wāḍiḥ al-Yaʿqūbī (Volume 3): An English Translation. Brill. ISBN:978-90-04-35619-1. مؤرشف من الأصل في 2020-08-04.